# Madrigalchor der Hochschule für Musik und Theater München
Der Madrigalchor der Hochschule für Musik und Theater München ist ein 1979 von Max Frey gegründeter Chor. Er besteht aus ca. 50 Sängerinnen und Sängern der Fächer Schulmusik, Kirchenmusik und Gesang. Seit 2008 wird er von Martin Steidler geleitet. Der Madrigalchor übernimmt Ausbildungsaufgaben, tritt aber daneben auch "mit beispielhaften Interpretationen von Werken der europäischen Chortradition, vor allem aber auch mit zeitgenössischen Kompositionen an die Öffentlichkeit". Er arbeitet mit dem Bayerischen Rundfunk sowie mit weiteren international renommierten Dirigenten und Ensembles zusammen. 2014 gewann der Madrigalchor beim Deutschen Chorwettbewerb einen ersten Preis in der Kategorie gemischte Chöre ab 32 Mitwirkenden.

## Diskografie
- Der Madrigalchor, Werke von Zoltán Kodály, Benjamin Britten, Petr Eben, Wolfram Buchenberg, Sven-David Sandström, Jörg Duda
- Geistliche Chormusik aus vier Jahrhunderten (2 CDs)
- 20 Jahre Madrigalchor, Festkonzert zum 20-jährigen Bestehen (19. Juli 1999)
- Fritz Schieri, Ehrenpräsident der Hochschule, Konzert zum 80. Geburtstag
- Punkt 11 Neue und neuere Musik, Sonntagsmatineen in der Pinakothek der Moderne
- Nacht